# Soumya Swaminathan
Soumya Swaminathan Yadav (Kumbakonam, 2 de mayo de 1959) es una médica, pediatra y científica india, reconocida por sus investigaciones sobre la tuberculosis. En la actualidad oficia como científica principal para la Organización Mundial de la Salud, cargo al que accedió en marzo de 2019. Anteriormente se había desempeñado como directora general Adjunta de Programas para la OMS.

## Biografía

### Primeros años y estudios
Soumya nació en la localidad de Kumbakonam, hija de la pedagoga Mina Swaminathan y el científico M. S. Swaminathan. Tiene dos hermanos, Madhura Swaminathan, profesora de economía en el Instituto de Estadística de la India, y Nithya Swaminathan, profesora titular de análisis de género en el desarrollo internacional en la Universidad de Anglia del Este.
Swaminathan tiene una Licenciatura en Medicina y Cirugía del Colegio Médico de las Fuerzas Armadas y un Doctorado en Medicina del Instituto de Ciencias Médicas de Nueva Delhi. Posteriormente, obtuvo una beca de Postdoctorado en Neumología Pediátrica en el Hospital Infantil de Los Ángeles (California), en la Facultad de Medicina Keck de la Universidad del Sur de California.

### Carrera
Entre 1987 y 1989 obtuvo una beca de investigación en Neonatología y Neumología Pediátrica en el Hospital Infantil de Los Ángeles. Acto seguido cursó otra beca en el Departamento de Enfermedades Respiratorias Pediátricas de la Universidad de Leicester, finalizando en 1990. A partir de entonces desempeñó cargos como profesora Adjunta del Departamento de Salud Pública y Medicina Familiar de la Facultad de Medicina de la Universidad Tufts, Directora del Instituto Nacional de Investigación sobre la Tuberculosis y Coordinadora del Programa Especial de Investigación y Capacitación en Enfermedades Tropicales de la Unicef.
Entre 2015 y 2017 se desempeñó como Secretaria del Gobierno de la India para la Investigación de la Salud y como directora general del Consejo Indio de Investigación Médica. También en 2017 se vinculó con la OMS como directora general Adjunta, asumiendo dos años después el cargo de Jefe Científica en el mismo organismo mundial. Paralelamente ha oficiado como miembro de la Coalición para las Innovaciones en Preparación para Epidemias.